# Dacia Sandero
Dacia Sandero (también denominado Renault Sandero) es un automóvil de turismo del segmento B diseñado por el fabricante francés Renault junto a su filial rumana Dacia. Fue puesto a la venta desde principios de marzo de 2007 en Brasil, y a lo largo de ese año se fue ofreciendo en otras partes del mundo, bajo las marcas Renault y Dacia.
El Sandero es un cinco plazas con carrocería hatchback de cinco puertas, motor delantero transversal y tracción delantera. Utiliza la plataforma B de Renault, compartida con el Dacia/Renault Logan, Renault Clio II, el Renault Modus, el Nissan Micra III y el Nissan Note. El diseño exterior del Sandero es totalmente distinto al del Logan, aunque comparte numerosas piezas del interior y mecánicas. Su maletero tiene 320 litros de capacidad, 190 menos que el del Logan.
Se enfrenta principalmente a los automóviles del Segmento B. Está posicionado como uno de los mejores en cuanto a distancia entre ejes, siendo la calidad de los materiales y el diseño en un precio introductorio los que se separa. El precio base de este automóvil rondan los 6.000€ (junto con descuentos de Dacia). Se considera un automóvil low cost, con un enfoque a mercados emergentes y regiones con infraestructuras en vías en desarrollo, el cual tiene una relación efectividad-coste.[cita requerida]
En el año 2020 fue el coche más vendido en España con un total de 24.035 unidades. Por primera vez en tres años consecutivos, destronaba al Seat León superándolo en más de 450 unidades vendidas.
En la actualidad, se ofrecen versiones con motorizaciones diésel (1.5 dCi de 90cv con distribución por correa, con la posibilidad de un cambio automático AMT), gasolina (1.0 SCe de 75cv y 0.9 TCe de 90cv, ambos con distribución por cadena, con la posibilidad de un cambio automático AMT en la versión 0.9 TCe) y bifuel con gasolina/GLP disponible únicamente con motorización 0.9 TCe de 90cv.

## Generaciones

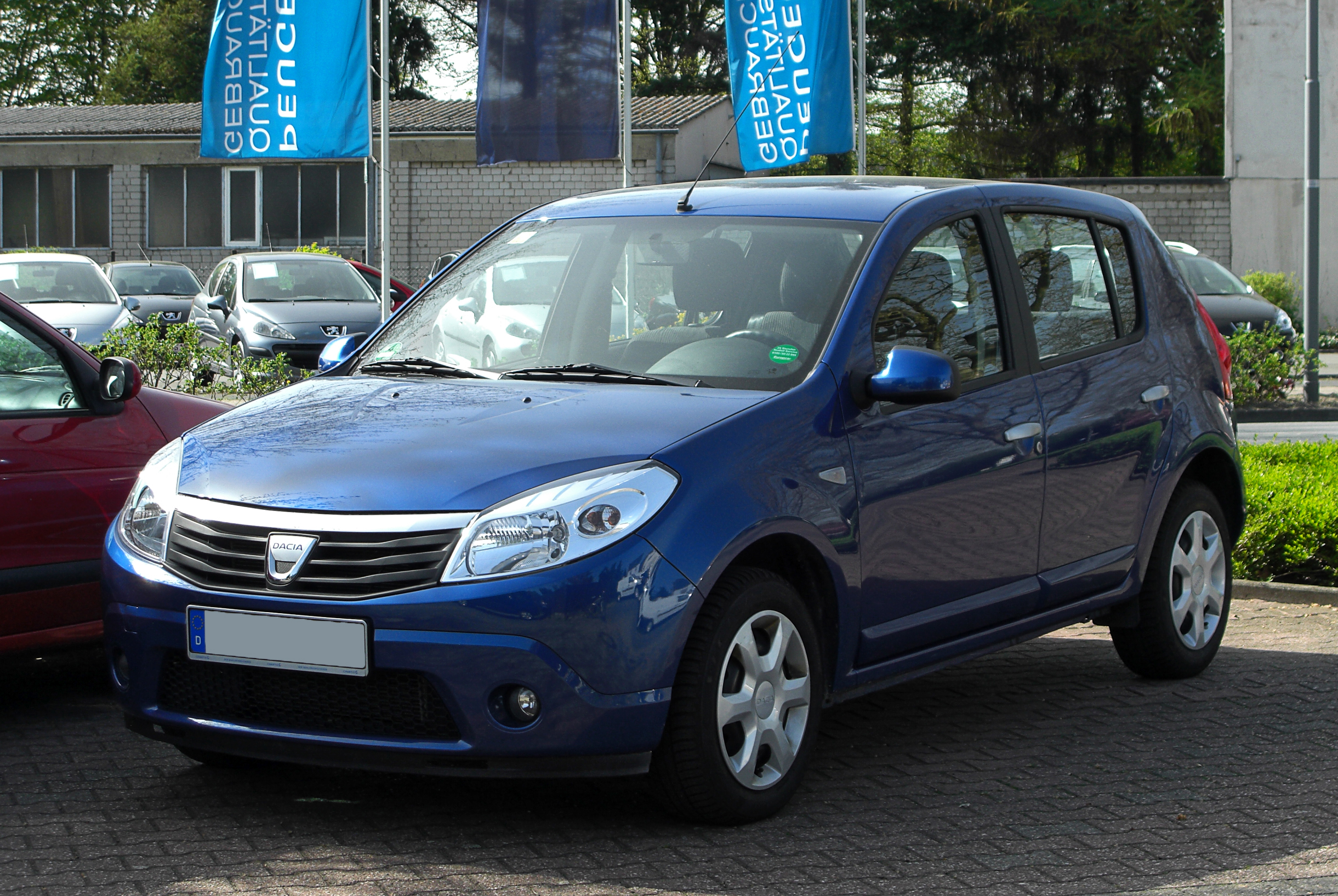
Primera generación (2007-2012) (hasta 2015 el Stepway pero solo en Argentina)
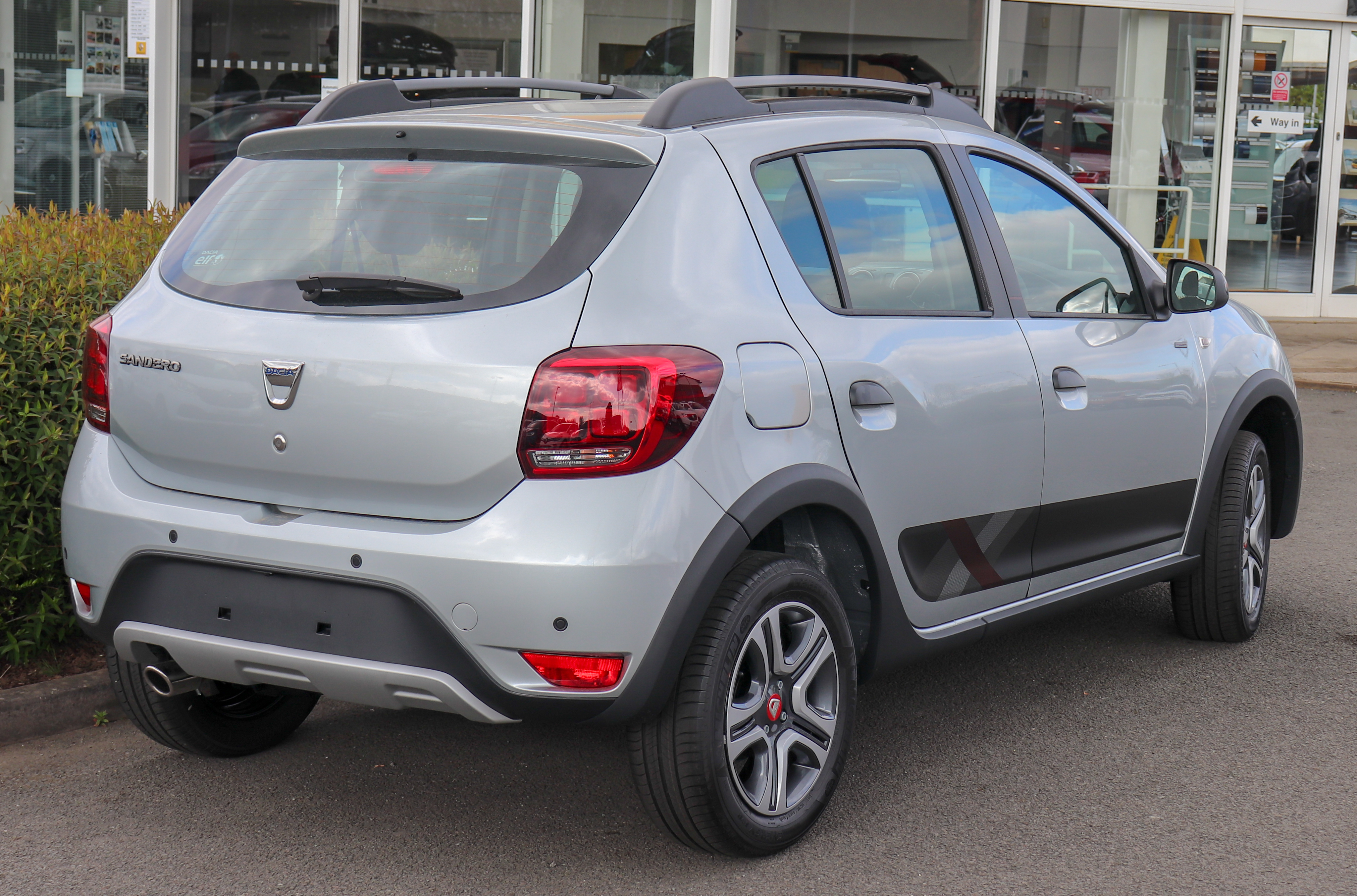
Segunda generación (2012-2020)
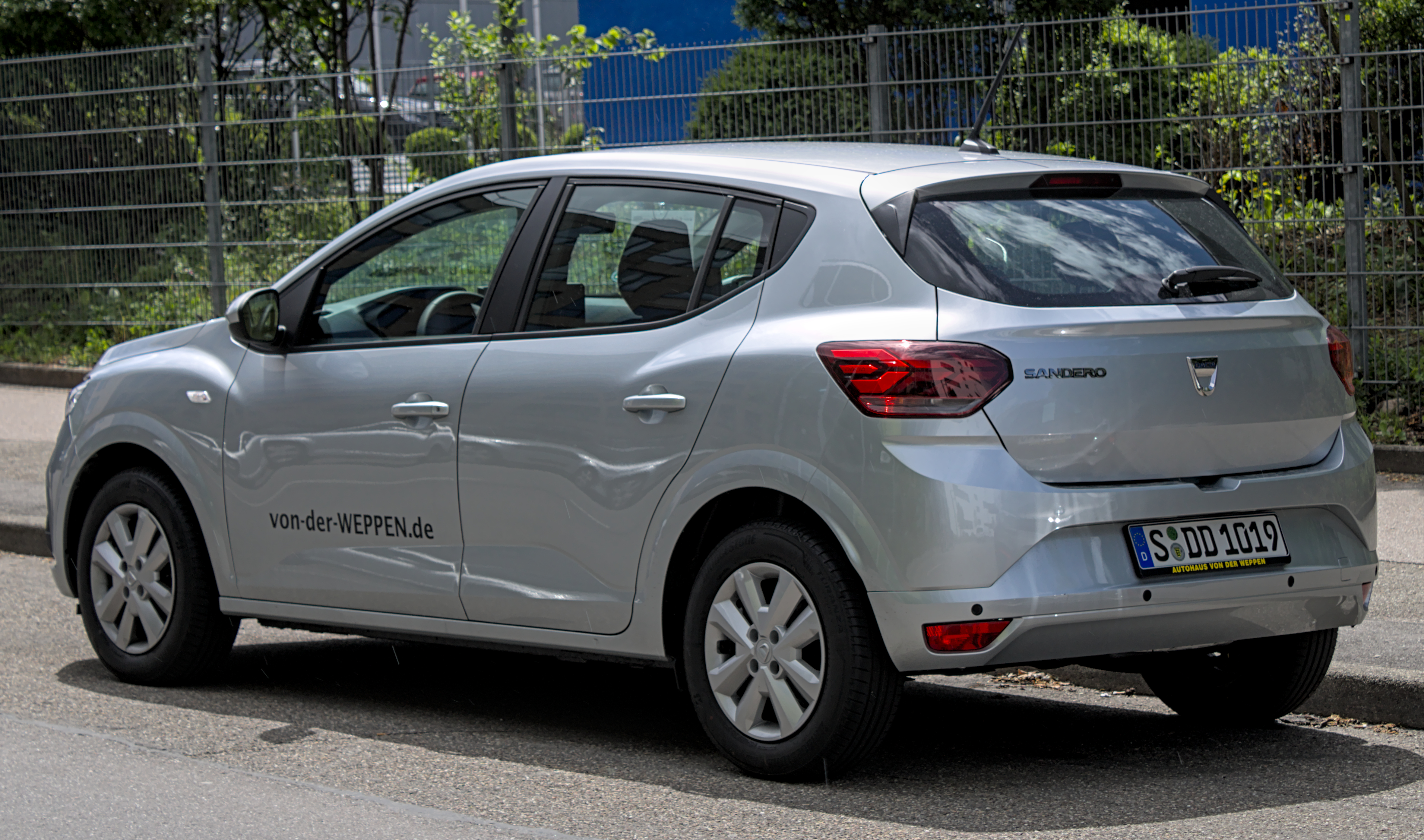
Tercera generación (2020-presente)

## Primera generación (2007-2015)
Esta versión salió tras el éxito del Logan. Después, Renault (propietaria de Dacia) decidió crear un compacto para el sello de Dacia que fuese accesible al mercado. Esta primera generación fue un éxito.
El Dacia Sandero se comercializaba en las versiones Base, Ambiance y Laureate. Este modelo poseía cambios en el interior como, por ejemplo, la cojinería, la cabrilla con el logo de Dacia incrustado en él y la radio. La versión Base es la más accesible.
Los motores gasolina sonː un 1.0 litro de cuatro válvulas por cilindro y 70 CV, un 1.6 litros de dos válvulas por cilindro y 90 CV, y un 1.6 litros de cuatro válvulas por cilindro y 105 CV. El Diésel es un 1.5 litros de 70 CV, con turbocompresor e inyección directa common-rail, así como un 1.2 16v de 75CV.

### El Sandero Stepway
El Dacia Sandero Stepway es un mini todoterreno, fruto de un proyecto llamado B0 que tenía como principal prioridad desarrollar un vehículo con valores bajos de construcción low cost para la compañía Renault. Es un tipo de carrocería que se añadió al Sandero en 2007. El primer vehículo en usar esta plataforma fue el Dacia Logan, en el año 2004, luego el proyecto se utilizó para desarrollar el Renault Sandero, y en las oficinas de Renault en Barcelona se empezó a gestar el Dacia Sandero Stepway. El motivo de este proyecto era desarrollar un automóvil que se ubique en el segmento de los de aspecto joven y aventureros con detalles de "off road" o todo terreno (sin ser 4x4), cuyo éxito de ventas por estas regiones merecía tener a Renault presente, ausente hasta finales de 2008, en un mercado que desde 2003 contaba con exponentes en esta categoría, como el Ford Ecosport, en 2005 el Volkswagen Crossfox y desde 2007, el Fiat Idea Adventure.
El Dacia Sandero Stepway fue reestilizado junto con el Dacia Sandero en 2011, presentando el mismo interior del nuevo Sandero, con cambios en la cojinería, siendo ahora en cuero y materiales sintéticos.

### Renault Sandero GT Line
El Sandero GT Line es la versión deportiva del Sandero. El Sandero GT Line se caracteriza por incorporar en su diseño detalles deportivos, como ópticas con máscara ennegrecida, nuevas llantas en color negro de 15”, manijas de puertas de color carrocería, monograma GT Line, alerón y espejo exterior color negro nacré, paragolpe específico y puntera de caño de escape cromada. En el interior la deportividad se expresa mediante elementos, como volante y palanca en cuero con costura roja, tapizado específico e identificación GT line en los apoya cabeza, en el tablero se distingue la nueva serigrafía realzada por los aros en color rojo del cuenta vueltas y del velocímetro. 
El equipamiento incluye:
- Aire acondicionado
- Dirección asistida.
- Dispositivo antiarranque.
- Airbag del conductor y el pasajero
- ABS
- Cierre eléctrico de puertas y baúl con comando a distancia.
- Cierre automático en rodaje (CAR).
- Computadora de a bordo.
- Levanta-cristales delanteros con comando eléctrico.
- Sistema de audio by Arkamys, con Cd, Mp3, entrada aux. y USB, Bluetooth
- Manos libres y comando satelital

El Sandero GT Line también fue reestilizado de la misma manera que el Sandero y el Stepway, con algunas diferencias en el parachoques y los faros antiniebla.

### Mercado
América
En Brasil, Argentina y Uruguay, las motorizaciones son 1,6 L 16 válvulas de 105 Cv, y el 1,5 L Dci de 66 Cv. En Colombia se distribuye una versión de 1,6 L 16 válvulas de 110 HP @ 5750.
En Colombia se comercializa desde noviembre de 2009, ensamblado en la planta de Envigado en Antioquia, con modificaciones en la caja de cambios, suspensión y motor, que hacen que SOFASA Colombia lo comercialice como Renault Stepway, suprimiendo la referencia Sandero.
Las motorizaciones utilizadas en Colombia son: para la versión Automática, Stepway y GT Line  el motor 1,6 L 16 válvulas de 110 HP @ 5750, y para las versiones Autentique, Expression y Dynamique un  1,6 L 8 válvulas de 90 HP @ 5250
Europa
En Europa se comercializa en Rumanía y España bajo la marca Dacia, perteneciente al grupo Renault, con el conocido motor diésel 1.5dci y el motor 1,6 litros 8 válvulas de 90 CV. Con la expectativa de comercializarlo en más mercados europeos.

### Especificaciones
Arquitectura
| Número de puertas  | 5                    |
| Tipo de carrocería | Carrocería monoblock |

Capacidades
| Capacidad del Tanque de Combustible (L) | 50  |
| Volumen del baúl (L)                    | 320 |

Prestaciones
| Aceleración 0 - 100 km/h (s) | 10,6 (gasolina) | 10,5 (alcohol) |
| Velocidad máxima (km/h)      | 174 (gasolina)  | 177 (alcohol)  |

Dimensiones
| Altura / Altura con barras del techo (mm) | 1.578 / 1.640      |
| Altura desde el piso (mm)                 | 185                |
| Trocha delantera (mm)                     | 1504               |
| Trocha trasera (mm)                       | 1484               |
| Largo                                     | 4.091 mm           |
| Distancia entre ejes                      | 2.588 mm           |
| Ancho / Ancho con retrovisores            | 1.751 mm/ 2.000 mm |

Dirección
| Dirección            | Hidráulica |
| Diámetro de giro (m) | 10,5 m     |

Frenos
| Frenos delanteros          | Discos ventilados com 259 mm de diámetro |
| Frenos traseros            | Tambores con 203 mm de diámetro.         |
| Tipo de circuito de frenos | Circuito doble 'X'                       |

Motor
| Cilindrada (cm³)      | 1598 cm³ |
| Diámetro x curso (mm) | 79,5 mm x 80,5 mm |
| Número de Cilindros   | 4 cilindros en línea                                                                                                 |
| Número de válvulas    | 16 |
| Potencia máxima       | 107 cv (gasolina) @5.750 rpm /112 cv (alcohol) @ 5.750 rpm                                                           |
| Tasa de compresión    | 10:1 |
| Tipo de combustible   | gasolina y/o alcohol                                                                                                 |
| Tipo de inyección     | Inyección electrónica multipunto secuencial                                                                          |
| Tipo de motor         | K4M Hi-Flex - cuatro tiempos, bicombustible ( alcohol y/o gasolina) y refrigeración por circuito de agua presurizada |
| Torque máximo         | 15,1 mkgf (gasolina) @ 3.750 rpm / 15,5 mkgf (alcohol) @ 3.750 rpm                                                   |
| Tracción              | Delantera |

Número de marchas
| Número de marchas            | 5    |
| Peso (kg)                    |      |
| Peso en orden de marcha (kg) | 1160 |

Llantas y neumáticos
- Llanta 	Aleación 5 rayos
- Neumático 	195/60 R16 Continental Cross Contact

Suspensión
- Suspensión delantera 	Tipo McPherson, triángulos inferiores, amortiguadores hidráulicos telescópicos con resortes helicoidales.
- Suspensión trasera 	Ruedas semi-independentes, resortes helicoidales y amortiguadores hidráulicos telescópicos verticales con barra estabilizadora.

Transmisión
- Relación de marcha:

| 1.ª         | 3,36:1 |
| 2.ª         | 1,86:1 |
| 3.ª         | 1,32:1 |
| 4.ª         | 1,03:1 |
| 5.ª         | 0,82:1 |
| Reversa     | 3,55:1 |
| Diferencial | 4,50:1 |

- Tipo de cambio mecánico, 5 velocidades y marcha atrás.

## Segunda generación (2012-2020)
La segunda generación del Dacia Sandero y del Dacia Sandero Stepway fue presentada en el Salón del Automóvil de París de 2012, con un interior completamente nuevo y la misma parte delantera de la segunda generación del Dacia Logan.
En Europa se comercializa en las versiones Base, Ambiance y Laureate con motor de 1.2 y 1.6 litros según la referencia.
El modelo hatchback y la versión Mini Todocamino fueron vistos cubiertos de camuflaje en los meses de junio, julio y septiembre, e imágenes hechas por ordenador del nuevo modelo fueron publicadas por las revistas de coches Auto Bild y Za Rulem. Fotos oficiales con el nuevo Sandero fueron reveladas por Dacia el 17 de septiembre de 2012, las cuales mostraban un diseño exterior similar al nuevo Logan y un tablero de instrumentos inspirado en el del Lodgy.

### Comercialización
En Rumanía, el nuevo Sandero y Sandero Stepway pueden ser pedidos desde el 1 de octubre de 2012. También estuvo disponible en el Reino Unido, donde se unía con el Duster en los concesionarios a partir de 2013, siendo el coche más asequible en el mercado.
En Brasil, Renault do Brasil comenzó su fabricación y ensamblaje en 2013, siendo exportados a Argentina. En el mismo año, Renault de Argentina inició su producción en su planta en Córdoba, para abastecer el mercado local junto con los importados desde Brasil. En Colombia Sofasa comenzó su producción en el segundo semestre de 2015 junto con el Renault Logan II.

### Seguridad
El Sandero cuenta con frenos de disco traseros opcionales.

#### África
El Sandero para África recibió 3 estrellas para ocupantes adultos y 4 para niños de Global NCAP en 2017 (protocolo obsoleto similar a Latin NCAP 2013).

#### Latin NCAP
El Sandero en su configuración latinoamericana más básica con 2 airbags y sin ESC recibió 1 estrella para ocupantes adultos y 3 para niños de Latin NCAP en 2018 (protocolo obsoleto, un nivel sobre 2010-2015).
El Sandero en su configuración latinoamericana más básica con 4 airbags y sin ESC recibió 1 estrella para ocupantes adultos y 4 para niños de Latin NCAP en 2019 (protocolo obsoleto).
El Sandero actualizado en su configuración latinoamericana más básica con 4 airbags recibió 3 estrellas para ocupantes adultos y 4 para niños de Latin NCAP en 2019 (protocolo obsoleto).
El Sandero actualizado en su configuración latinoamericana más básica con 4 airbags recibió 0 estrellas de Latin NCAP en 2024 (similar a Euro NCAP 2014).

#### Euro NCAP
En 2013, la segunda generación de Dacia Sandero logra 4 estrellas EuroNCAP de valoración global para el nivel básico, lo que mejora la calificación de 3 estrellas del modelo básico anterior.
El coche recibió una puntuación de 29 puntos (80 %) para los adultos, 39 puntos (79 %) para los niños ocupantes, 21 puntos (57 %) para los peatones y 5 (55 %) para la seguridad Assist, estos resultados se clasificaron como 5 / 5 estrellas para ocupantes adultos y protecciones para niños, y 4.5 estrellas en seguros y protección a los peatones. [ 32 ]
Ocupantes adultos: 5.5 estrellas
Ocupante niño: 5.5 estrellas
Peatones: 4.5 estrellas
Seguridad Assist: 4.5 estrellas

### Sandero Access
La versión más económica del Sandero fue lanzada en 2012.

La diferencia entre las otras versiones es que este viene con motores de 0.9, 1.0 y 1.1 litros. También viene con 91 CV (90 HP), ausencia de aire acondicionado, parachoques y bordes de cromo negro, en 2016 recibió un facelift, agregando llantas de aleación. Cuesta €1.100 menos que la versión que le sigue.

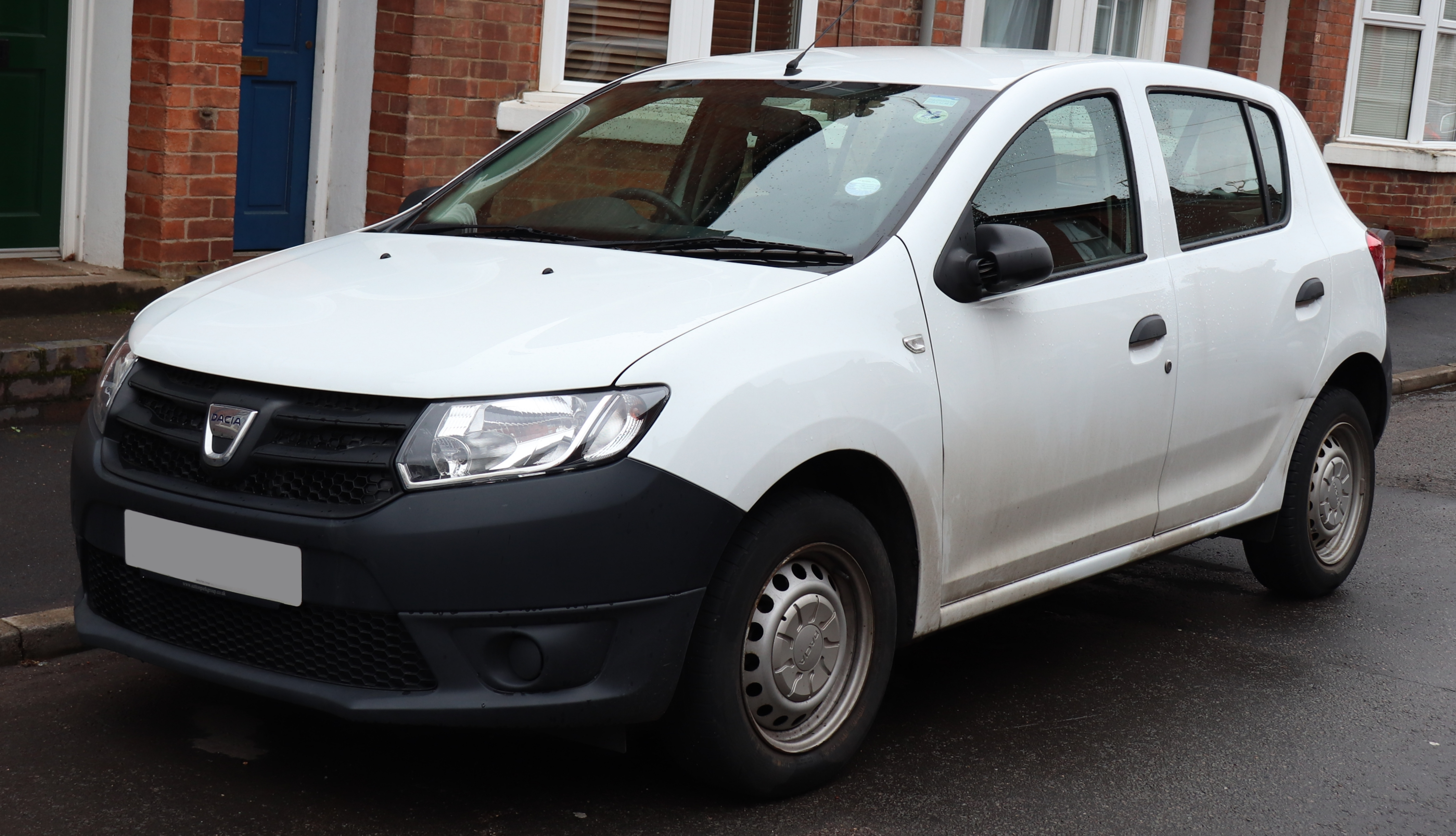
Vista delantera del Sandero Access
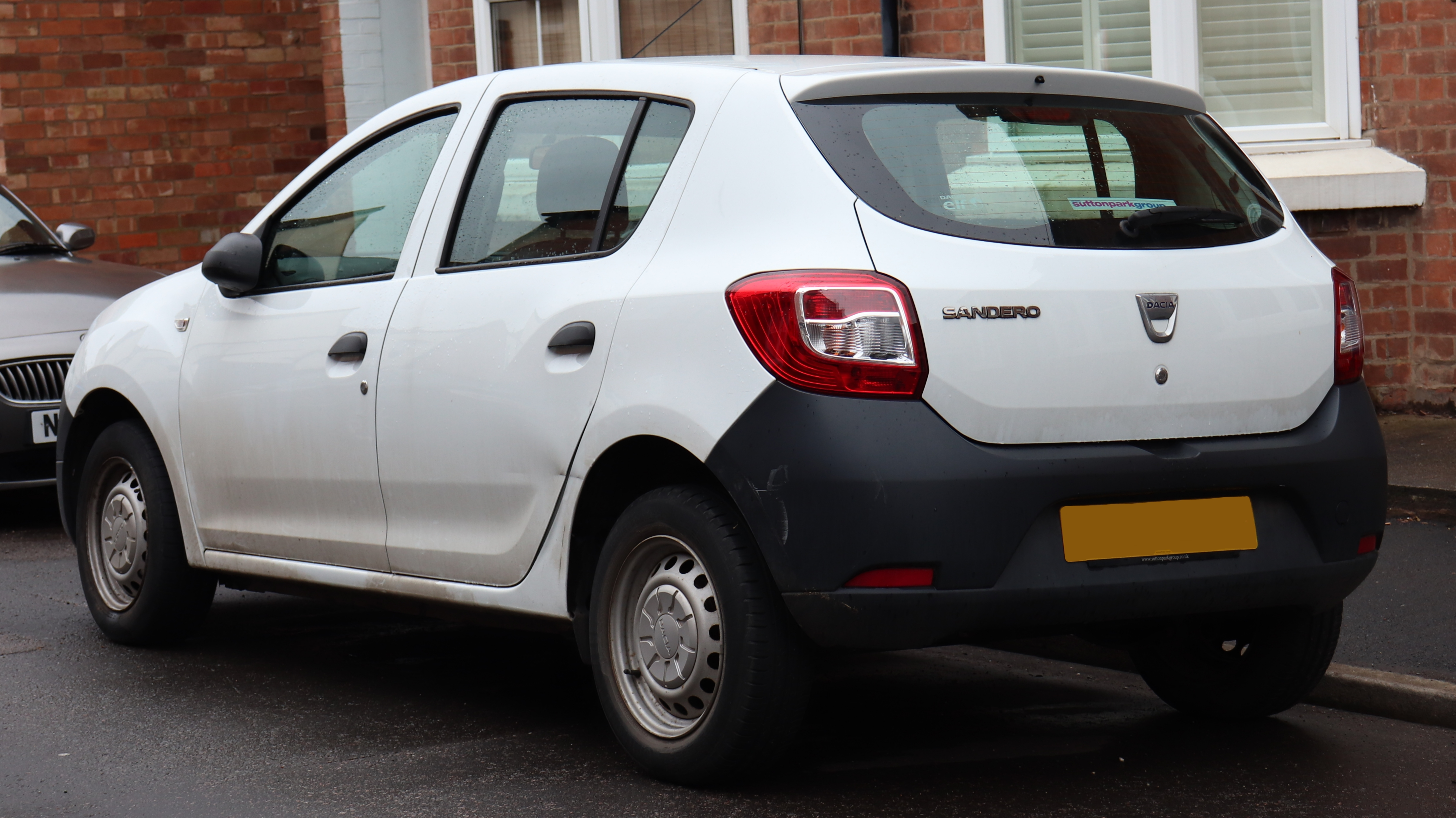
Vista trasera del Sandero Access
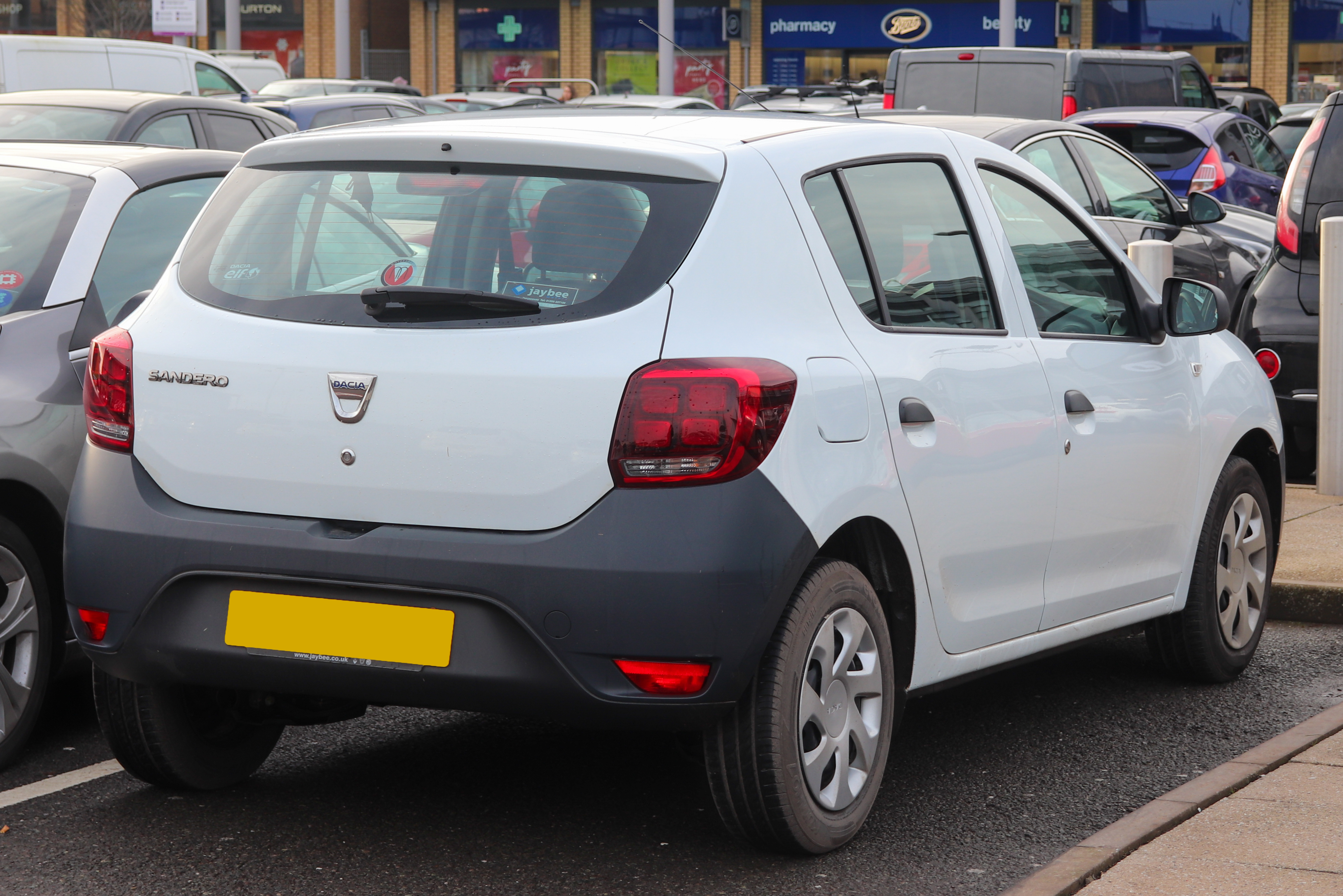
Facelift 2016, ahora con llantas de aleación
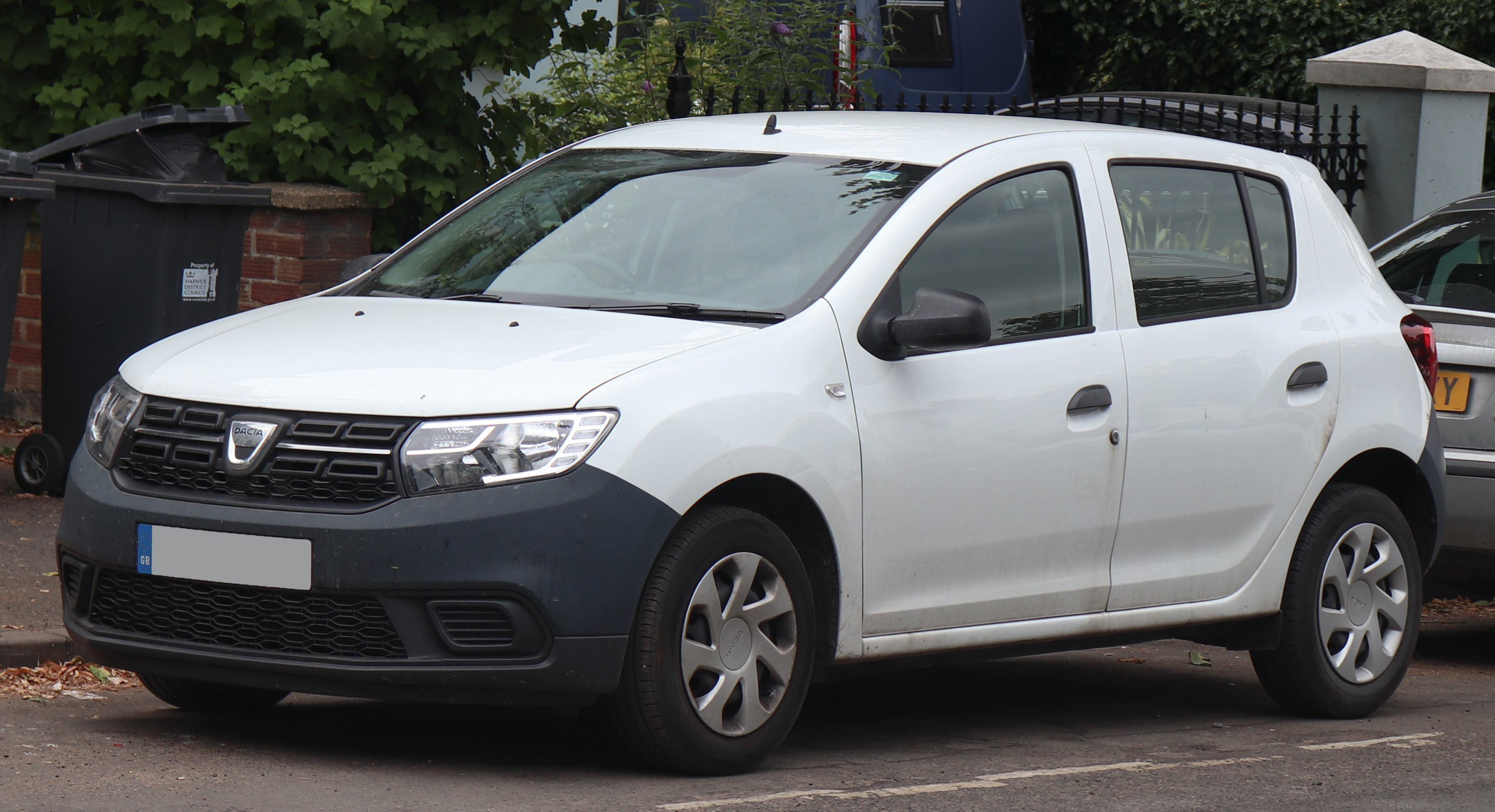
Vista delantera del facelift 2016

## Tercera generación (2020-presente)
La tercera generación de los Sandero, Stepway y Logan fueron presentados en 2020 reemplazando así la segunda generación. Se basa en la plataforma CMF-B de Renault.

### Seguridad
En 2021, el precio del auto bajó extremadamente, influyendo en la seguridad en las versiones más económicas.
Obtuvo apenas dos estrellas de cinco en Euro NCAP.

### Imágenes

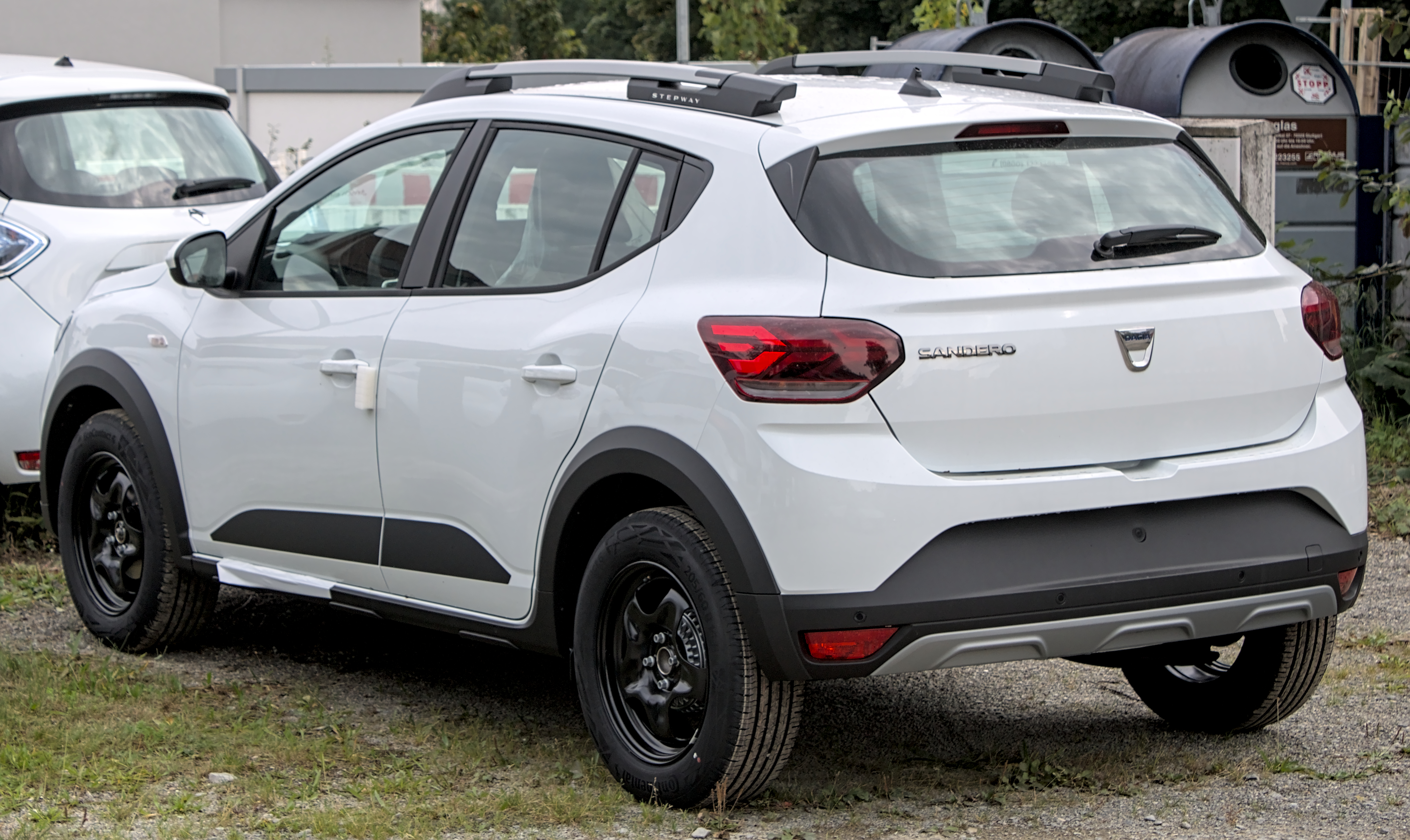
Stepway
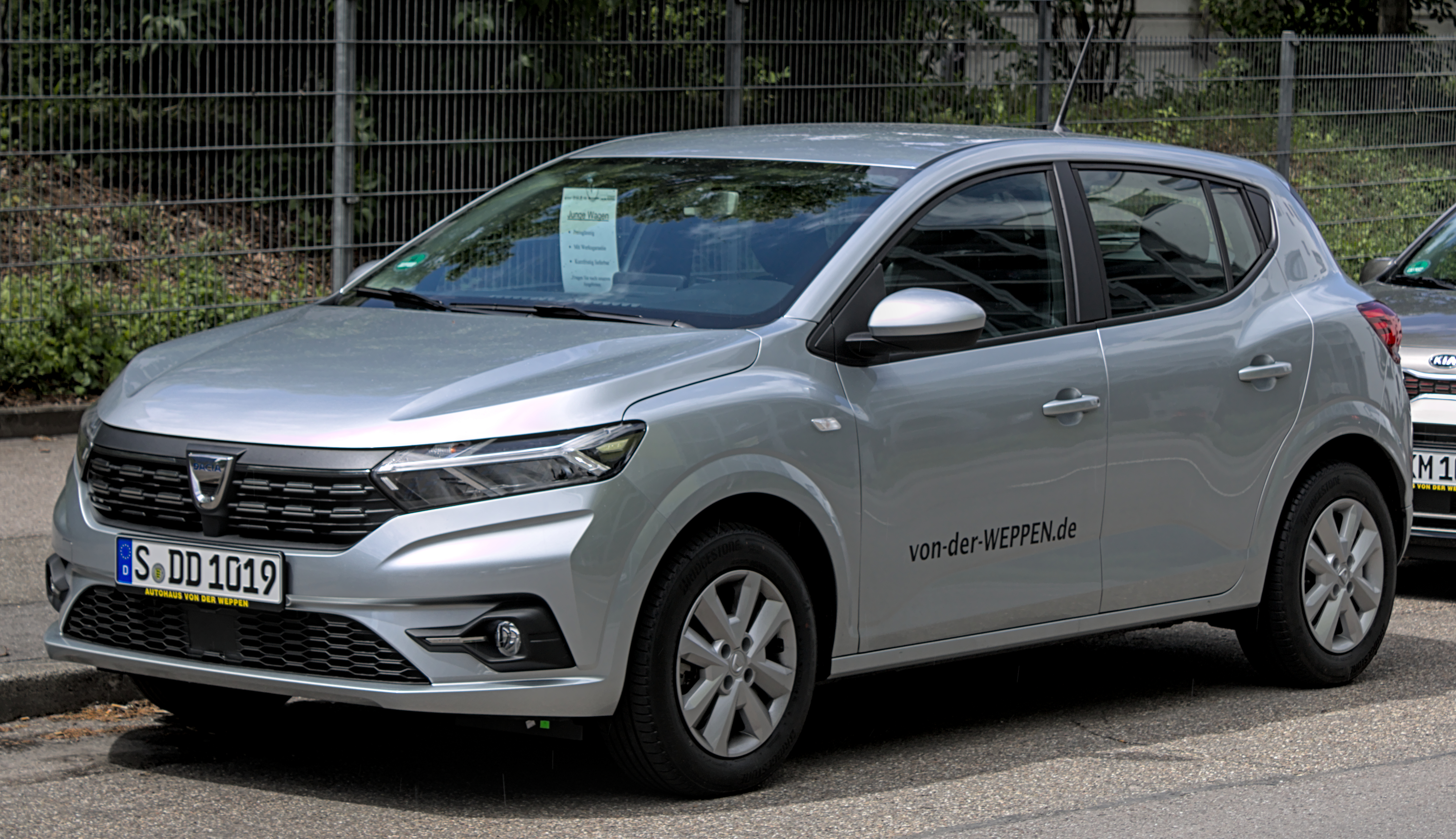
Vista delantera
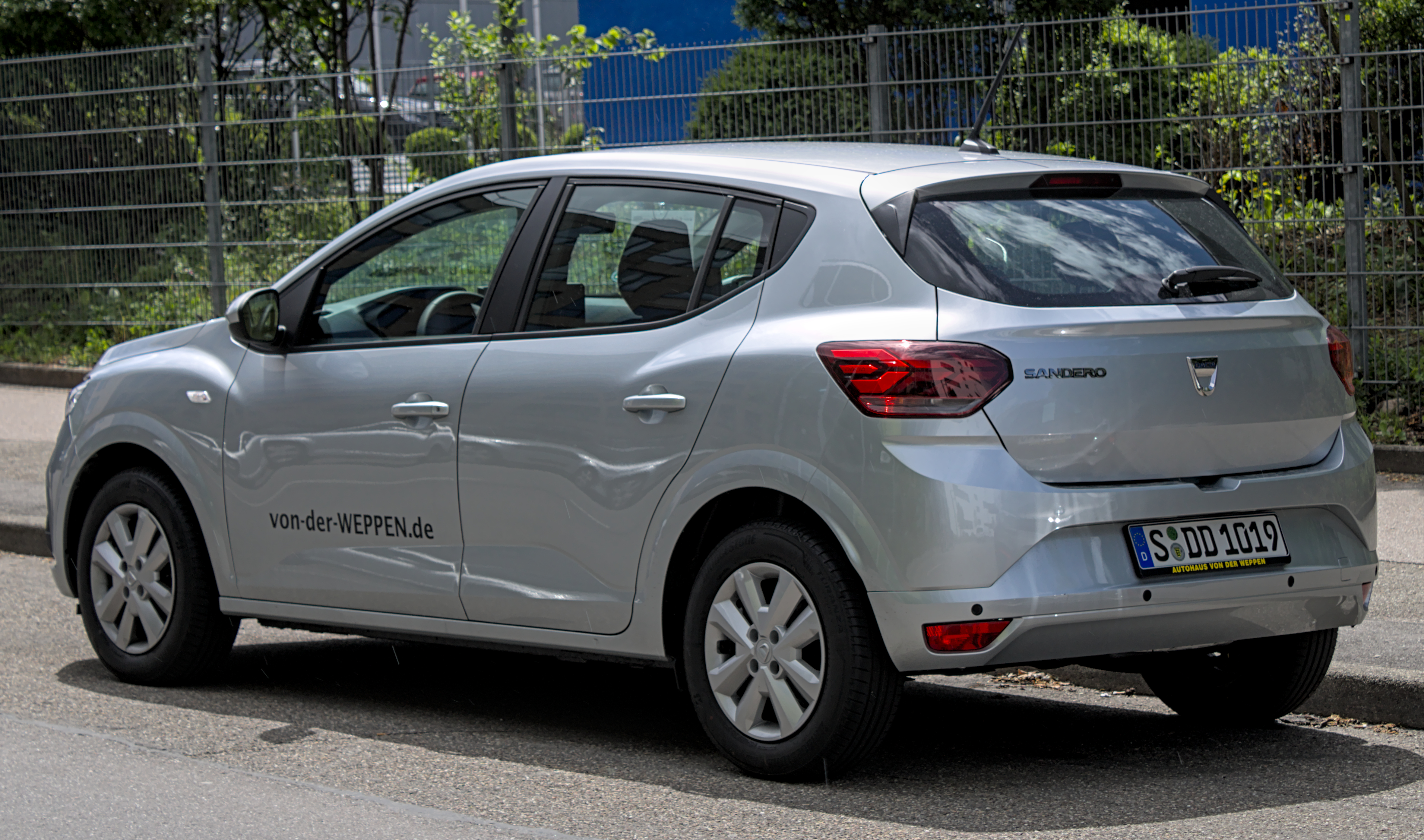
Vista trasera